# Eleftherna
Eleftherna, o Eleutherna (in greco: Ελεύθερνα) è un'antica città di Creta, in Grecia. Si trova nell'odierna unità periferica di Retimo, 25 km a sud di Retimo, una decina di chilometri a nord-est del monastero di Arkadi. Il sito occupa una dorsale del Monte Psiloritis, a circa 380 metri d'altezza.

## Storia

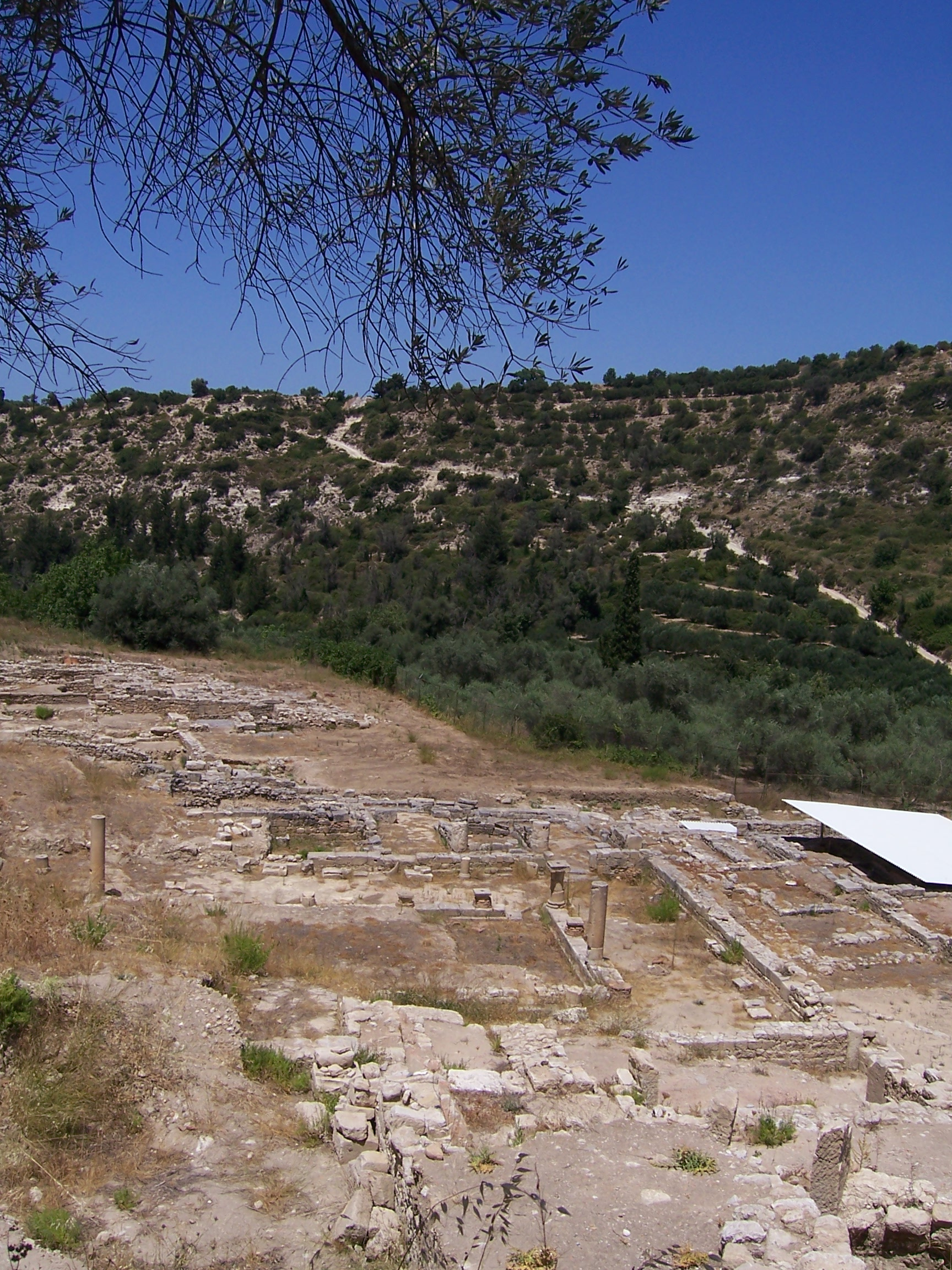
Sito archeologico di Eleftherna.

La città fu fondata dai Dori nel IX secolo a.C., al crocevia tra Kydonia, Cnosso e il santuario del Monte Ida. La gente di Eleftherna combatté al fianco di Filippo V di Macedonia contro le città di Rodi e di Cnosso a Creta.
Durante la conquista dell'isola da parte dei Romani, la città fu assediata e cadde. La città si espanse nel periodo romano, al quale risalgono le terme, ville ed edifici pubblici. La città prosperò fino al terremoto del 365. Durante il periodo bizantino, la città divenne sede di un vescovo e una basilica fu costruita verso la metà del VII secolo. Ma le incursioni arabe dell'VIII secolo e un altro terremoto nel 796 provocarono il declino della città.
La Dama di Auxerre si suppone che sia di Eleftherna.